# Giulia Gorlero
Giulia Gorlero (Imperia, 1990. szeptember 26. –) olasz válogatott vízilabdázónő, olimpikon, a Waterpolo Messina kapusa.

## Sportpályafutása
A Rari Nantes Imperia csapatában kezdett vízilabdázni, ugyanezen csapattal játszotta első bajnoki idényét a felnőtt bajnokságban (2008-2009). 2008-ban aranyérmet nyert az ifjúsági Európa-bajnokságon. 2009 óta tagja a felnőtt válogatottnak. Válogatottként 2011-ben világliga-ezüstérmes és világbajnoki 4. helyezett, 2012-ben Európa-bajnok és olimpiai 7. helyezett, 2015-ben világbajnoki bronzérmes, 2016-ban pedig Európa-bajnoki bronzérmes volt. 2015-ben a Waterpolo Fontalba Messina csapatához igazolt.

## Nemzetközi eredményei
- Világliga-ezüstérem (Tiencsin, 2011)
- Világbajnoki 4. hely (Sanghaj, 2011)
- Európa-bajnok (Zágráb, 2012)
- Olimpiai 7. hely (London, 2012)
- Világbajnoki bronzérem (Kazany, 2015)
- Európa-bajnoki bronzérem (Belgrád, 2016)